# Estigmene tegulalis
Estigmene tegulalis är en fjärilsart som beskrevs av Embrik Strand 1919. Estigmene tegulalis ingår i släktet Estigmene och familjen björnspinnare. Inga underarter finns listade i Catalogue of Life.